# Philoponella angolensis
Philoponella angolensis là một loài nhện trong họ Uloboridae.
Loài này thuộc chi Philoponella. Philoponella angolensis được Roger de Lessert miêu tả năm 1933.